# Perigonia ilus
Espèce
Perigonia ilus est une espèce d'insectes lépidoptères (papillons) appartenant à la famille des Sphingidae, à la sous-famille des Macroglossinae et au genre Perigonia.

## Description
L'imago
L'envergure varie de 54 à 58 mm. L'espèce est semblable à Perigonia lusca lusca, mais peut être distingué par la zone jaune du bord anal de la face ventrale de l'aile postérieure.

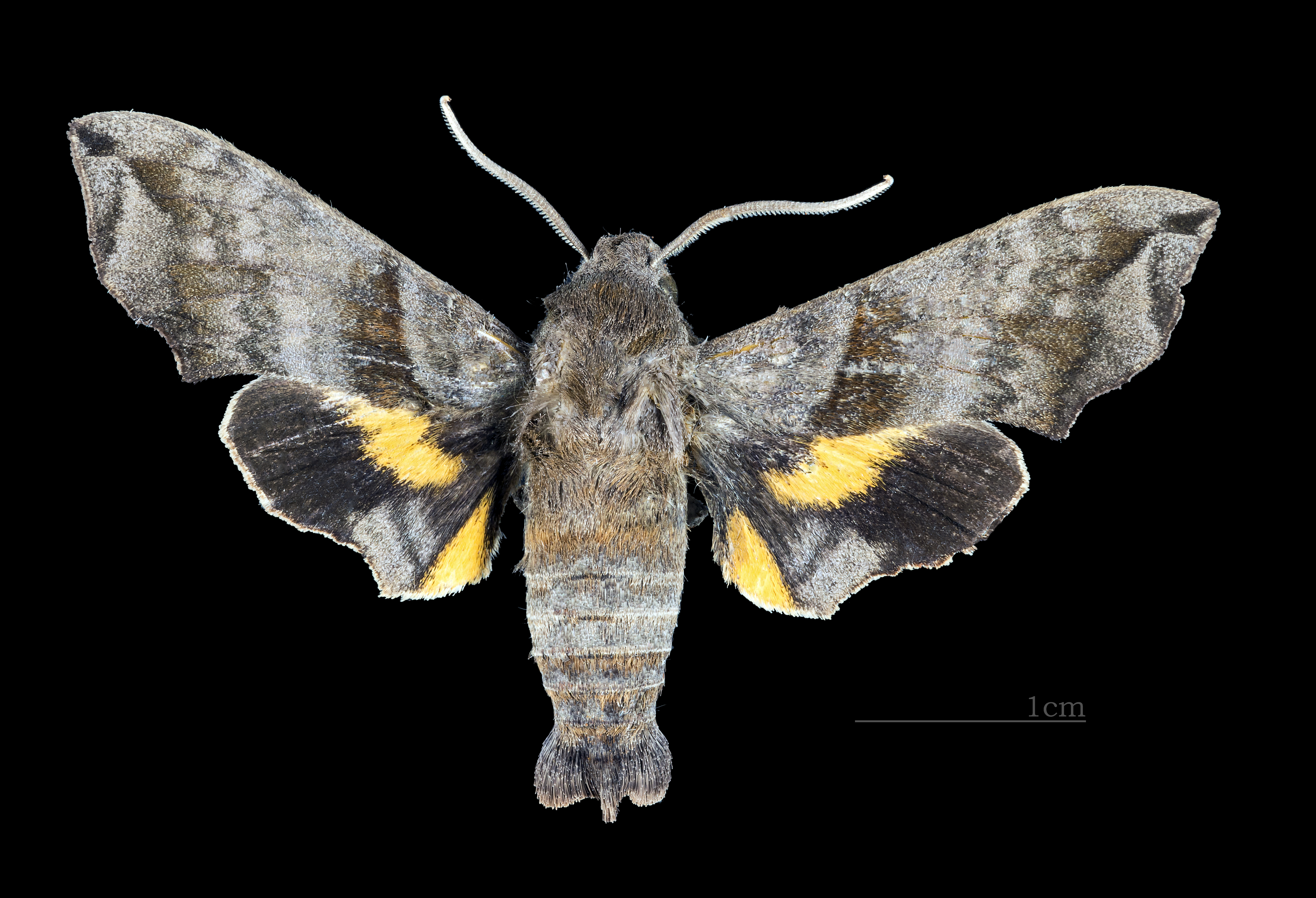
Face dorsale de la femelle (coll.MHNT)
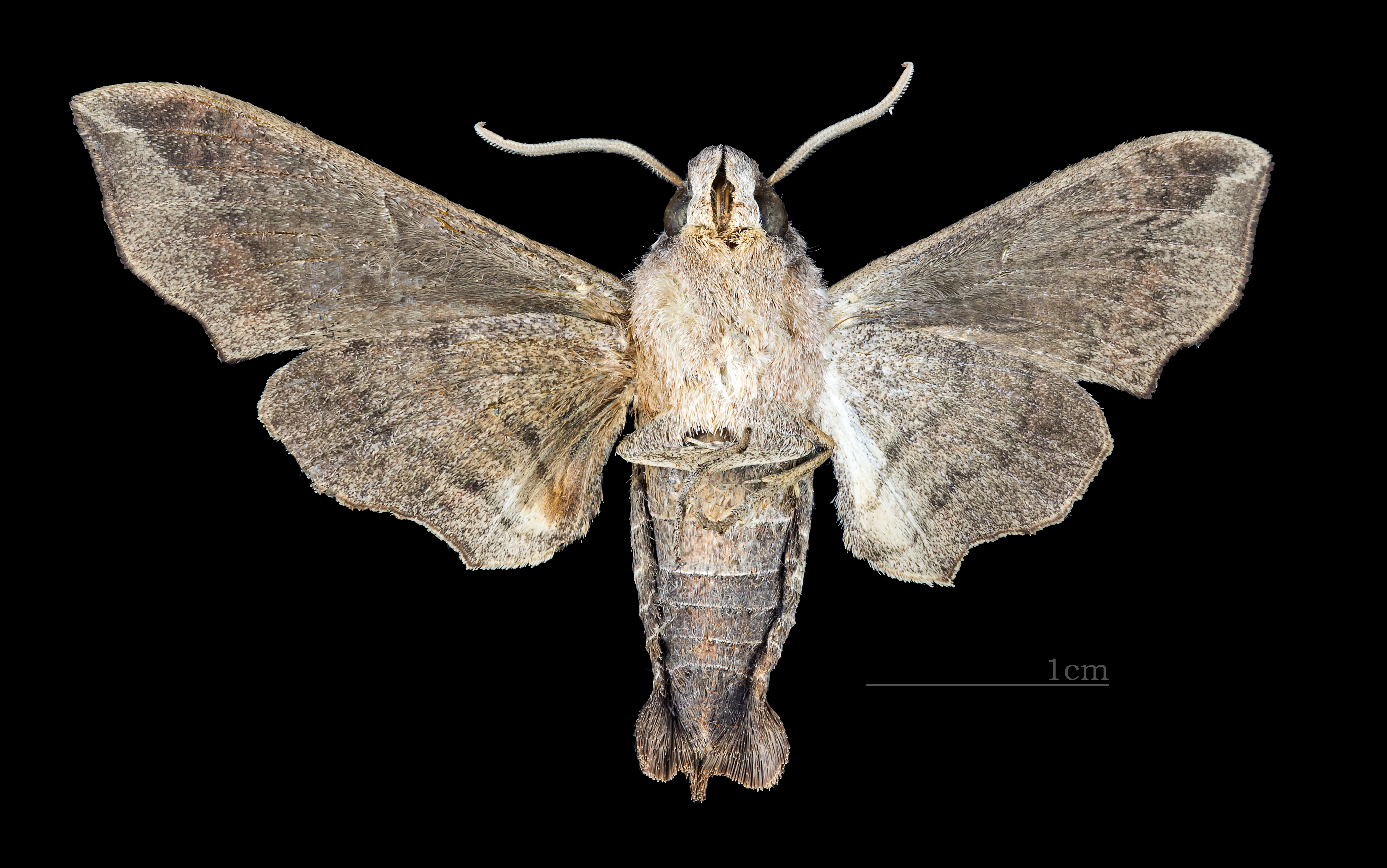
Face ventrale de la femelle (coll.MHNT)

La chenille
Elles sont vertes avec une corne de queue jaune et une bande bleu foncé dans le dos.

## Biologie
- Il y a plusieurs générations par an, les adultes volent toute l'année.
- Les chenilles se nourrissent sur Calycophyllum candidissimum, Guettarda macrosperma, et sur Ilex paraguariensis.

## Répartition et habitat
Répartition
L'espèce est connue en Honduras, Costa Rica, Belize, Guatemala, El Salvador, Nicaragua, Panama, Colombie, Venezuela, Équateur, Pérou, Bolivie, Argentine, Paraguay, Brésil et Uruguay.

## Systématique
- L'espèce Perigonia ilus a été décrite par l'entomologiste français Jean-Baptiste Alphonse Dechauffour de Boisduval en 1870[1]
- Les localités type sont le Honduras et le Mexique.